# 姚绍斌
姚绍斌（1956年—），湖北鹤峰人，苗族，中华人民共和国政治人物、第十一届全国人民代表大会湖北地区代表。
毕业于武汉大学经济管理专业，是中共党员。担任湖北八峰药化股份有限公司董事长兼党委书记。2008年起担任全国人大代表。